# Kletterführer
Ein Kletterführer ist ein Buch oder Verzeichnis von Kletterrouten in einem Klettergebiet, welches dem Kletterer hilft einzelne Routen oder Teilgebiete zu finden, und sich in ihnen zu orientieren. Kletterführer enthalten normalerweise Karten zur Lage der Klettergipfel, des Gebietes oder der Felsen, sowie Routenskizzen, die im Fachjargon Topos genannt werden. Manche Führer weisen nur verbale Beschreibungen der Routen ohne Topos auf, andere bestehen nur aus Topos. Kletterführer, die nur aus Topos bestehen, werden auch als Topoführer bezeichnet.

## Einteilung
Kletterführer können, mit fließendem Übergang, in Alpinkletterführer und Sportkletterführer eingeteilt werden. Eine weitere Einteilungsmöglichkeit ist die Unterteilung in Topoführer und normale Führer mit Text und ergänzenden Topos. Kletterführer ohne Topos, welche die Routen ausschließlich mit Text beschreiben, sind heute nicht mehr gebräuchlich.
Kletterführer die eine unvollständige Auswahl an Klettergebieten oder Routen beinhalten werden auch als Auswahlführer bezeichnet.

## Inhalte
Die beschriebenen Inhalte sind vor allem der Schwierigkeitsgrad, die Sicherungsmöglichkeiten, die Qualität des Gesteins, sowie Standmöglichkeiten. Im Weiteren wird bei alpinen Kletterrouten auch des Öfteren der Zustieg zum Einstieg, der Routenverlauf und der Abstieg vom Ende der Route beschrieben.
Die in Topos gezeichneten Informationen bestehen aus den Umrissen der Felsen bzw. Berge und der darin als Strich oder gestrichelte Linie eingetragenen Route sowie schematisch dargestellten markanten Felsformationen, wie Überhänge, Verschneidungen oder Höhlen zur Orientierung. Ergänzend dazu werden verschiedene Symbole benutzt, welche zum Beispiel für Bohrhaken, Standplatz oder Schlüsselstelle stehen.
Der große Vorteil von Topoführern besteht in der internationalen Verständlichkeit. In der Regel genügen dazu die Sprachkenntnisse von einzelnen Wortübersetzungen. Oftmals sind diese kletterführerspezifischen Wortübersetzungen, das Wörterbuch zum Topo, schon im Topoführer enthalten.

## Symbole
Auf den Topos verwenden die Zeichner eine Vielzahl an Symbolen. Dabei gibt es Symbole die mehr oder weniger international anerkannt sind, und solche, die die Autoren für ihren Topoführer erfinden. Die Union Internationale des Associations d’Alpinisme (UIAA) stellt einen Katalog standardisierter Symbole für die Autoren bereit.

## Geschichte
Oscar Schuster beschrieb schon ab dem Jahre 1904 in seiner Artikelserie Felsklettern in der Sächsischen Schweiz in der Zeitschrift Berg und Thal die Felsen der sächsischen Schweiz und deren Routen. Dabei verfasste er, neben dem Text, auch schon Topos.
Darauf aufbauend, wurde bereits 1908 von Rudolf Fehrmann einer der ersten Kletterführer für die Klettergipfel der Sächsischen Schweiz zusammengestellt und veröffentlicht.
Seit dieser Zeit, wurden tausende von Kletterführern publiziert. Bis in die 1980er Jahre wurden dabei auch reine Textführer, welche die Kletterrouten nur beschreiben, veröffentlicht (zum Beispiel die bekannten SAC Clubführer). Dieser Trend wurde, mit dem Aufkommen des Sportkletterns, abgelöst durch eine bedeutende Aufwertung von Topos und Topoführern.
Die ab 1992 von Jürg von Känel herausgegebenen Plaisirführer beschrieben erstmals ausschließlich mit Bohrhaken gut gesicherte alpine Sportklettereien in der Schweiz. Damit wurde durch eine Führerreihe und ihrem Schlagwort Plaisir ein Wandel ausgelöst, der bis heute anhält und längst die Schweizer Grenzen überschritt. Diese Kletterführer gelten als wichtige Beiträge zur modernen Entwicklung des Klettersports als Breitensport.
Da immer wieder neue Routen angelegt und erstbegangen werden, veralten Kletterführer relativ schnell. In der heutigen Zeit ist ein fünf Jahre alter Kletterführer deshalb schon veraltet.
In jüngster Zeit werden zunehmend, meist gratis, ständig aktualisierte Topoführer im Internet veröffentlicht.